# Bornova Atatürk Spor Kompleksi
Bornova Atatürk Spor Kompleksi – hala widowiskowo-sportowa w Izmirze, w Turcji. Została otwarta 10 maja 2016 roku. Może pomieścić 2500 widzów. Swoje spotkania rozgrywają w niej koszykarze drużyny Bornova Belediyespor.
Nowa hala została wybudowana przy współudziale władz samorządowych dystryktu Bornova i metropolii Izmiru. Pierwszy mecz rozegrano w niej 17 kwietnia 2016 roku, kiedy w spotkaniu tureckiej Superligi piłki ręcznej zmierzyły się ze sobą drużyny Göztepe SK i Beşiktaş JK. Oficjalne otwarcie obiektu miało miejsce nieco później, 10 maja 2016 roku. W budynku mieszczą się dwie hale sportowe, główna z trybunami na 2500 widzów, oraz treningowa. Obiekt nazwano imieniem Mustafa Kemala Atatürka. Arena na co dzień służy klubowi sportowemu Bornova Belediyespor.